# San Asensio
San Asensio ist ein spanischer Ort und eine Gemeinde (Municipio) in der Region La Rioja mit 1.099 Einwohnern (Stand: 2024).

## Lage
San Asensio liegt etwa 38 Kilometer südsüdwestlich von Vitoria-Gasteiz und etwa 30 Fahrtkilometer westnordwestlich von Logroño am Ebro, der die nördliche Grenze der Gemeinde bildet. Durch die Gemeinde führt die Autopista AP-68.

## Bevölkerungsentwicklung
| Jahr      | 1960 | 1970 | 1981 | 1991 | 2001 | 2011 | 2021 |
| Einwohner | 2047 | 1548 | 1503 | 1392 | 1169 | 1238 | 1111 |

Infolge der Mechanisierung der Landwirtschaft und des daraus resultierenden geringeren Arbeitskräftebedarfs ist die Zahl der Einwohner seit der Mitte des 20. Jahrhunderts deutlich zurückgegangen.

## Sehenswürdigkeiten
- Burg von Davalillo aus dem 12. Jahrhundert
- Kirche Mariä Himmelfahrt, 1520 erbaut
- Kloster Santa María de las Estrella, ursprünglich um 1419 Beginn der Errichtung

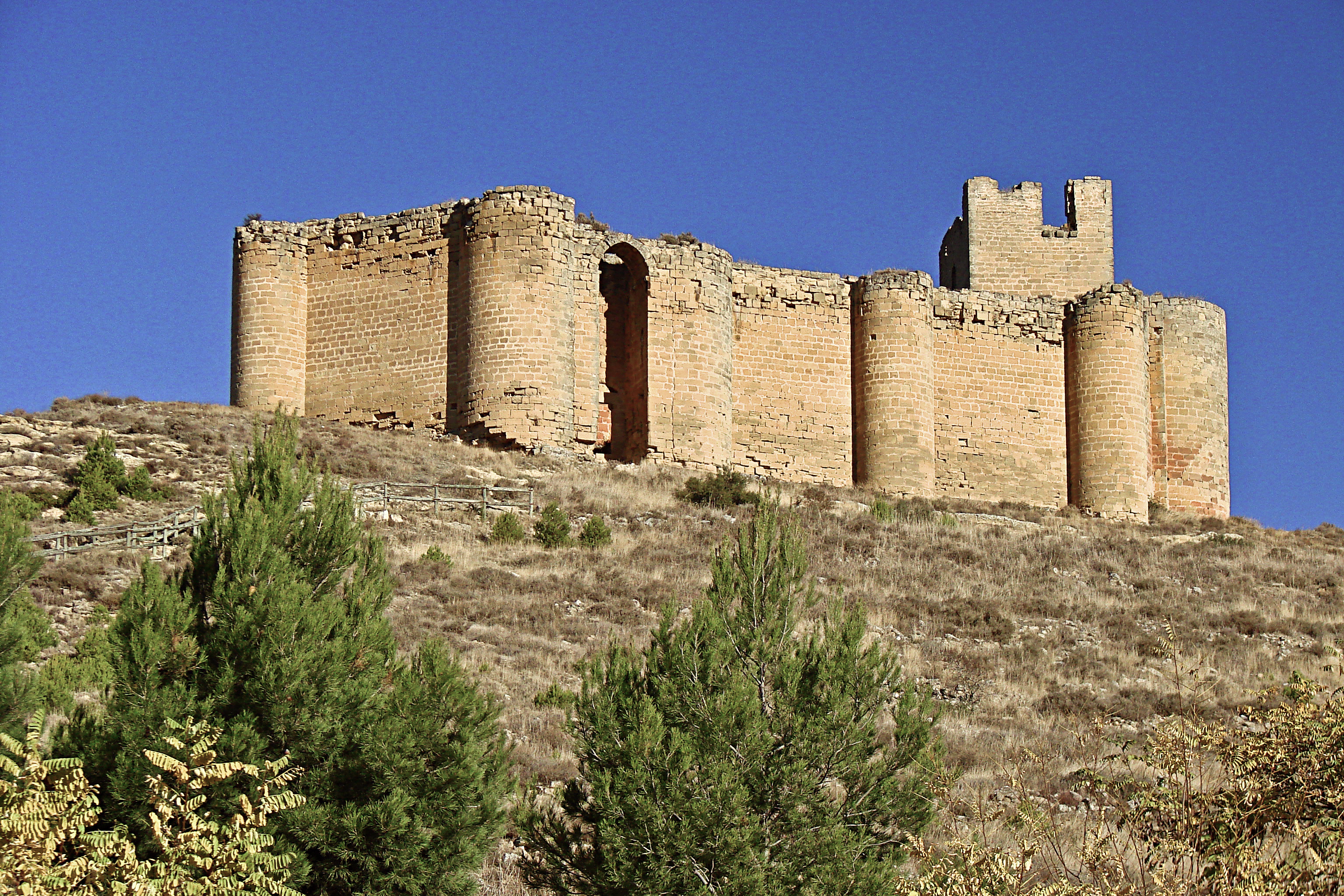
Burgruine von Davalillo
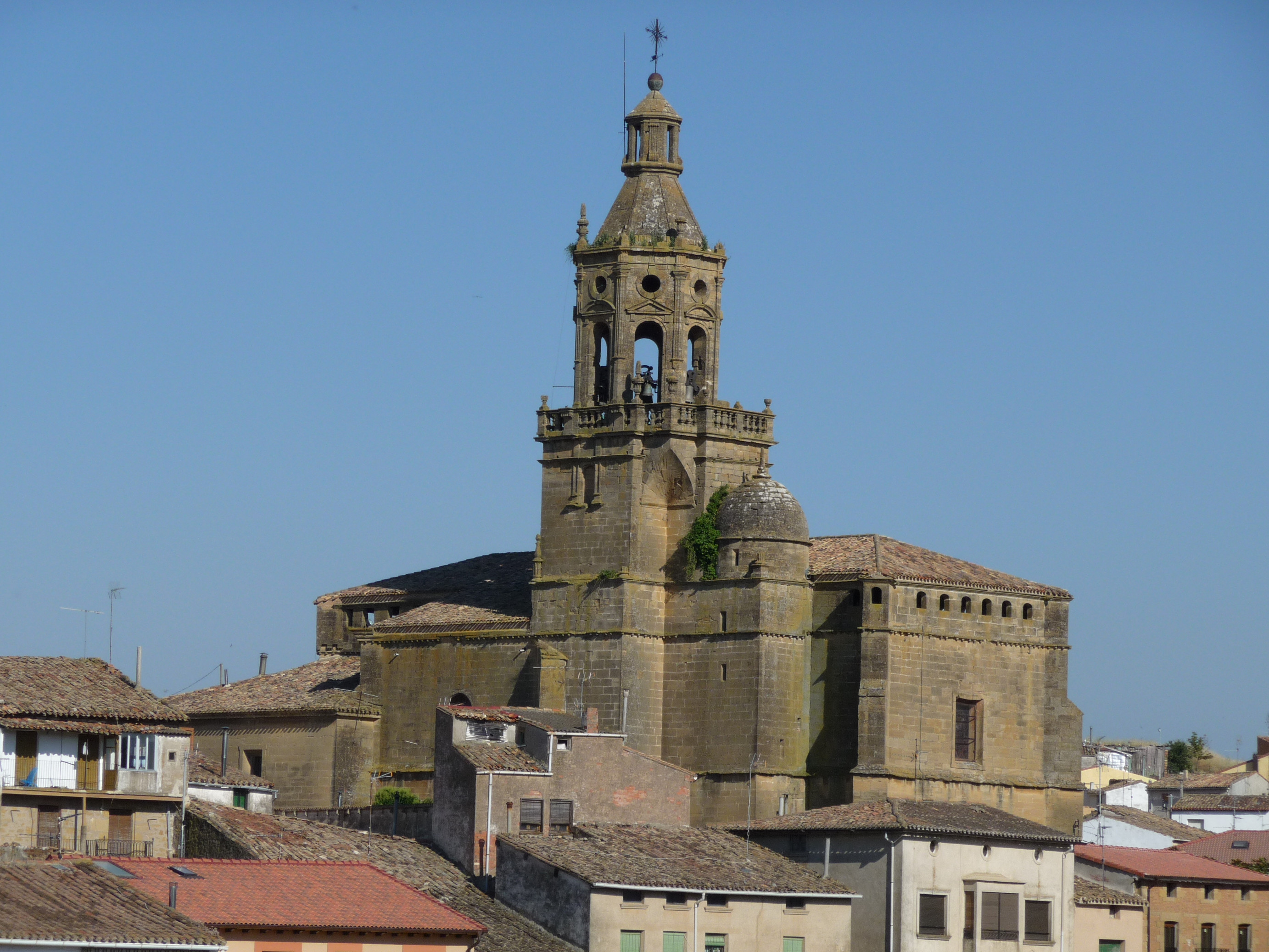
Kirche Mariä Himmelfahrt
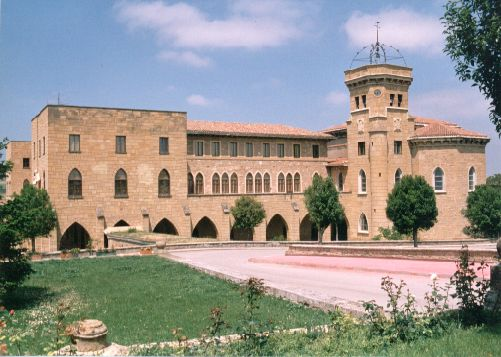
Kloster Santa María de las Estrella
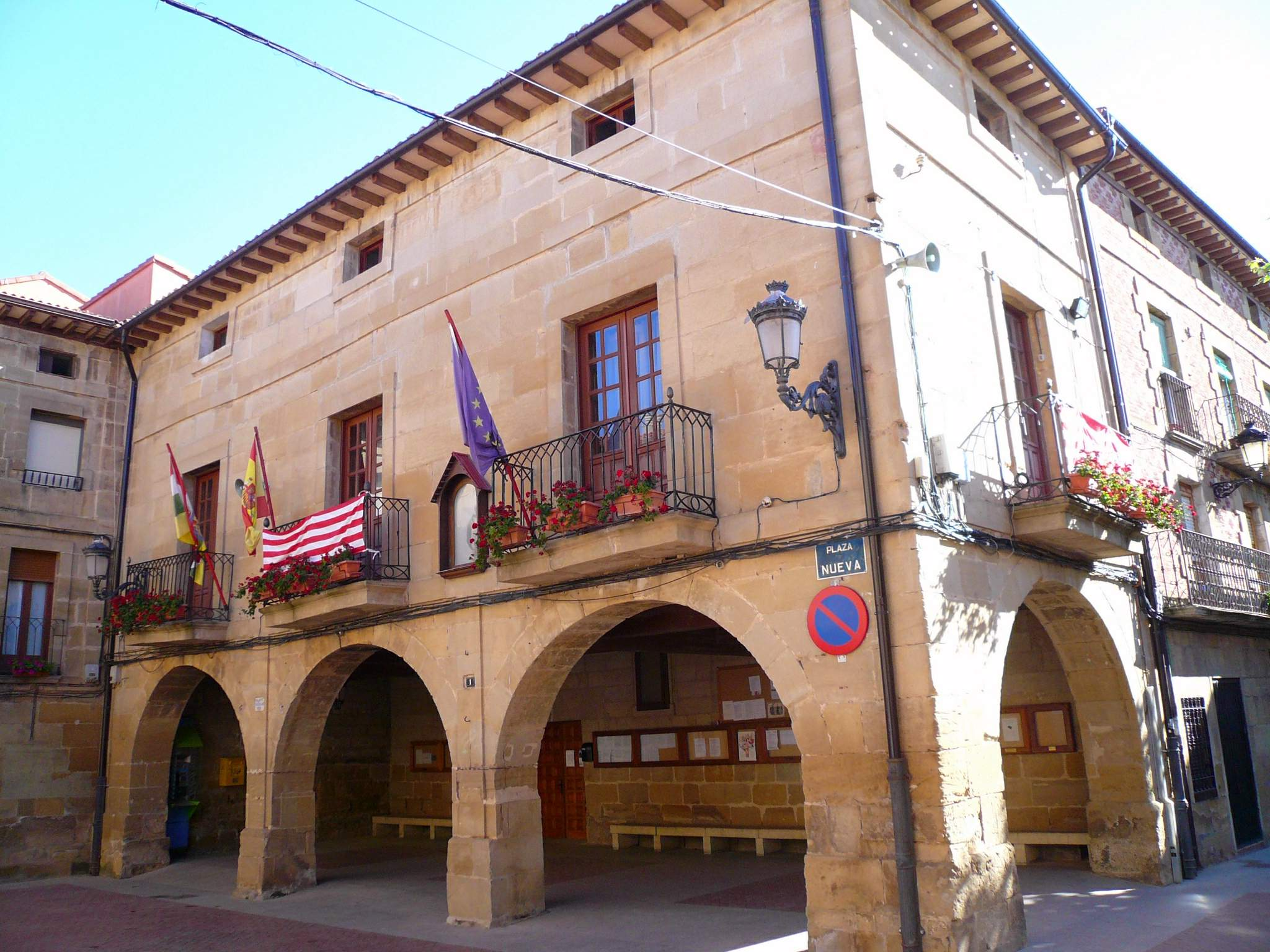
Rathaus

## Partnerschaft
Mit der italienischen Gemeinde Montalcino in der Provinz Siena (Toskana) besteht eine Partnerschaft.